# Дегтярьовка (Шегарський район)
Дегтярьо́вка (рос. Дегтярёвка) — присілок у складі Шегарського району Томської області, Росія. Входить до складу Північного сільського поселення.
Стара назва — Новотроїцьке.

## Населення
Населення — 74 особи (2010; 91 у 2002).
Національний склад (станом на 2002 рік):
- росіяни — 88 %